# Totju Mładenow
Totju Mładenow Mładenow, bułg. Тотю Младенов Младенов (ur. 19 czerwca 1964 we Wracy) – bułgarski polityk, inżynier, urzędnik państwowy i samorządowiec, parlamentarzysta, w latach 2009–2013 minister pracy i polityki społecznej.

## Życiorys
Ukończył technikum budowlane w rodzinnej miejscowości, a następnie studia w wyższym instytucie architektury i budownictwa, na bazie którego powstał Uniwersytet Architektury, Budownictwa i Geodezji w Sofii (UASG). W 1990 uzyskał dyplom inżyniera ze specjalizacją w zakresie wodociągów i kanalizacji. Początkowo pracował jako projektant, od 1991 był etatowym pracownikiem organizacji związkowej KT „Podkrepa”. Był przewodniczącym rady regionalnej tej organizacji, później w strukturze centralnej pełnił funkcje sekretarza do spraw polityki informacyjnej oraz sekretarza do spraw polityki społecznej. W 2002 powołany na dyrektora Agencji Wykonawczej Generalnej Inspekcji Pracy.
Zaangażował się w działalność polityczną w ramach partii GERB. W 2007 z jej rekomendacji wybrany na burmistrza obwodu Wraca. W lipcu 2009 objął urząd ministra pracy i polityki społecznej w rządzie Bojka Borisowa. Funkcję tę pełnił do marca 2013. W latach 2013–2014 był posłem do Zgromadzenia Narodowego 42. kadencji. W 2014 mianowany doradcą premiera Bojka Borisowa.